# Phragmoplast
Der Phragmoplast (von griech. phrágma = Abgrenzung und plástes = Bildner, Former) oder auch „Wandbildner“ ist die Vorstufe der Zellwandplatte bei Pflanzen. Er besteht aus einem Komplex aus Mikrotubuli, Mikrofilamenten und endoplasmatischem Retikulum. Die Entstehung beginnt meistens in der Mitte der ehemaligen Mutterzelle während der Telophase der Zellteilung. Mit Zellwand-Material gefüllte Golgi-Vesikel, die Phragmosomen, wandern zum Phragmoplasten und verschmelzen dort mit ihm. Dadurch entsteht die Zellplatte, welche nun weiter zu den Rändern der Zelle wächst, indem weitere Golgi-Vesikel angelagert werden. Der gesamte Vorgang läuft schnell ab, da die Trennung der Tochterzellen oft in Minuten geschieht.
Bei den in der Natur vorkommenden verschiedenen Formen der Zellteilung wird der Phragmoplast dem Phycoplast gegenübergestellt. Hier sind Mikrotubuli parallel zur Teilungsachse ausgelegt.